# Fanum Voltumnae
Le Fanum Voltumnae était, selon Tite-Live, le sanctuaire fédéral étrusque où les représentants des douze cités de la  dodécapole se réunissaient pour tenir conseil et célébrer les jeux sacrés.
Ce site sacré était dédié à Voltumna.
Son lieu précis est encore incertain (Viterbe, Montefiascone ou Orvieto,), mais suite à des fouilles initiées en 2000 il est probable que le sanctuaire se trouvait à Orvieto, ancienne Velzna étrusque, sur le plateau nommé Campo della Fiera (it).